# Wisła Kraków
Wisła Kraków (uitspraak: [ˈviswa ˈkrakuf], ong. vieswa krakoef), volledige naam: Wisła Kraków Sportowa Spółka Akcyjna (Wisła Kraków Sport N.V.), is een voetbalclub uit de stad Krakau in Polen.
De club komt uit op het tweede niveau van voetbal in Polen, de I liga. De club was tussen 2000 en 2012 de succesvolste club in Polen.

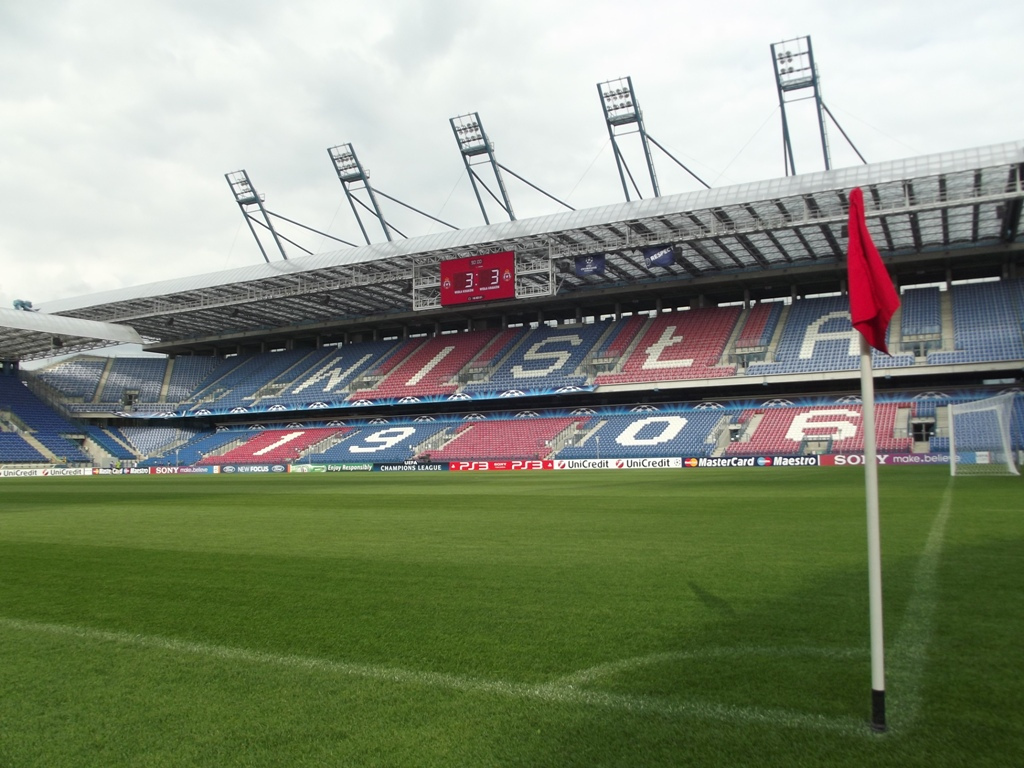
Stadion van Wisła Kraków

## Historie
De club werd in 1906 opgericht als TS Wisła. De club onderging drie keer een naamsverandering:
1906 - opgericht als TS Wisła
1949 - ZS Gwardia-Wisła
1955 - GTS Wisła
1990 - terug naar oorspronkelijke naam TS Wisła
De club is met uitzondering van enkele seizoenen een vaste waarde in de hoogste klasse. De club speelde ook al vaak Europees, waarvan seizoen 1978/79 het succesvolste was, toen ze de kwartfinale bereikte van de Europacup I tegen Malmö FF. In 2022 degradeerde de club na zesentwintig jaar uit de hoogste klasse. In 2024 won de club de Poolse beker en kwalificeerde zich zo voor Europees voetbal, terwijl ze in de tweede klasse slechts op de tiende plaats eindigden.

## Erelijst
- Landskampioenschap (13x)

1927, 1928, 1949, 1950, 1978, 1999, 2001, 2003, 2004, 2005, 2008, 2009, 2011
- Puchar Polski (5x)

1926, 1967, 2002, 2003, 2024
- Superpuchar Polski (1x)

2001
- Puchar Ligi (1x)

2001
- II Liga (1x)

1965
- Intertoto Cup: (3x)

1969, 1970, 1973

## Wisła Kraków in Europa

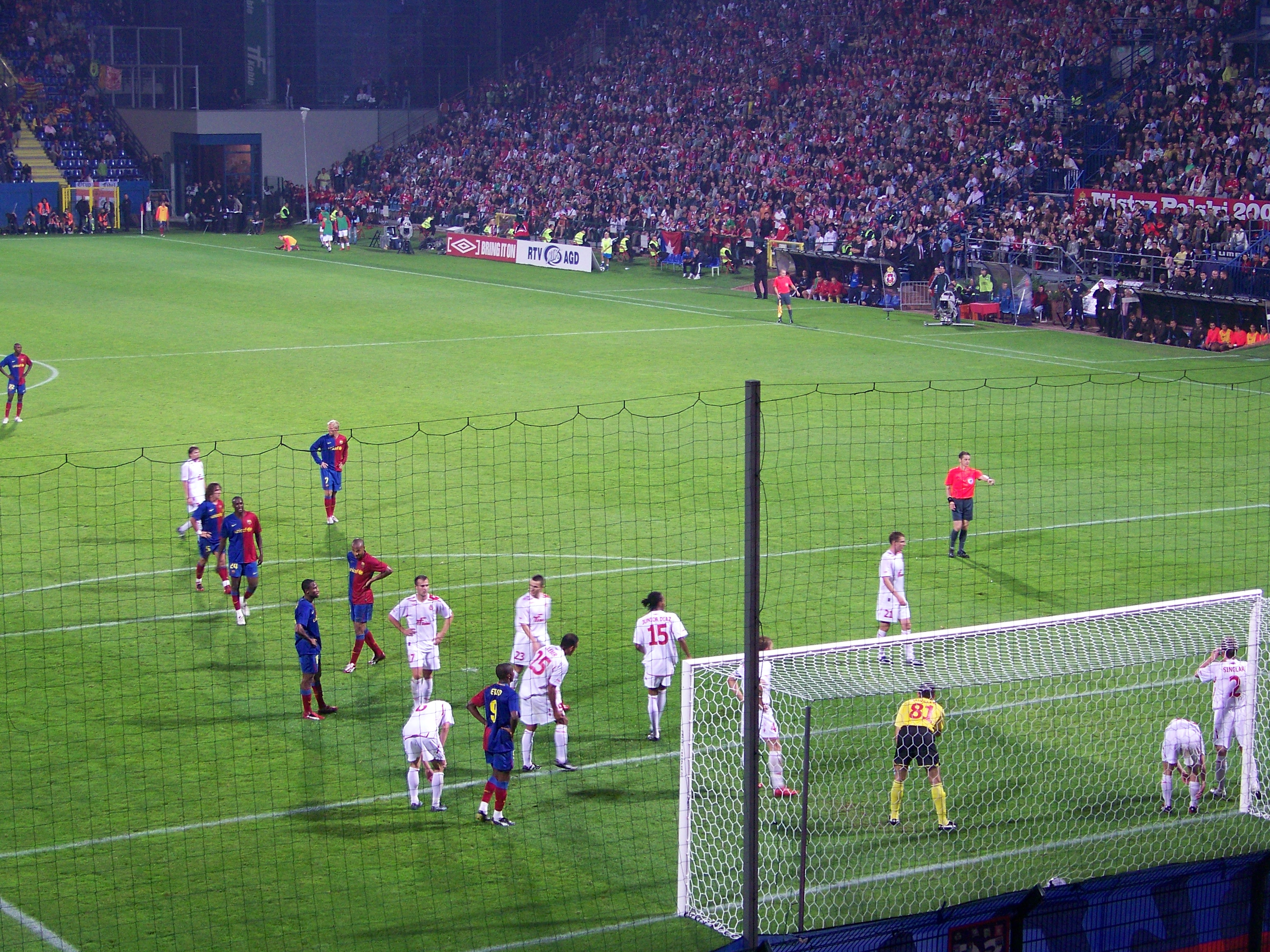
Wisła Kraków 1:0 FC Barcelona (26 augustus 2008)

Wisła Kraków speelt sinds 1967 in diverse Europese competities. Hieronder staan de competities en in welke seizoenen de club deelnam:
Champions League (7x)
2001/02, 2003/04, 2004/05, 2005/06, 2008/09, 2009/10, 2011/12
Europacup I (1x)
1978/79
Europa League (3x)
2010/11, 2011/12, 2024/25
Conference League (1x)
2024/25
Europacup II (2x)
1967/68, 1984/85
UEFA Cup (11x)
1976/77, 1981/82, 1998/99, 2000/01, 2001/02, 2002/03, 2003/04, 2004/05, 2005/06, 2006/07, 2008/09

## Huidige selectie (2024/25)
Laatst bijgewerkt: 11 augustus 2024
| Nummer      | Naam                |
| DOEL        | DOEL                |
| ----------- | ------------------- |
| 1           | Kamil Broda         |
| 28          | Patryk Letkiewicz   |
| 31          | Anton Chichkan      |
| 53          | Jakub Stępak        |
| 73          | Mikołaj Biegański   |
| VERDEDIGING |                     |
| 4           | Rafał Mikulec       |
| 5           | Joseph Colley       |
| 6           | Alan Uryga          |
| 25          | Bartosz Jaroch      |
| 26          | Igor Łasicki        |
| 30          | Janis Kiakos        |
| 52          | Jakub Krzyzanowski  |
| 54          | Jakub Wiśniewski    |
| 75          | Kacper Skrobański   |
| 97          | Wiktor Biedrzycki   |
| MIDDENVELD  |                     |
| 7           | Igor Sapała         |
| 8           | Marc Carbó          |
| 11          | Mateusz Młyński     |
| 13          | Tamás Kiss          |
| 17          | Jesús Alfaro        |
| 18          | Bartosz Talar       |
| 19          | Olivier Sukiennicki |
| 20          | Karol Dziedzic      |
| 21          | Patryk Gogół        |
| 22          | Piotr Starzyński    |
| 24          | Enis Fazłagiḱ       |
| 41          | Kacper Duda         |
| 50          | Mariusz Kutwa       |
| 51          | Karol Tokarczyk     |
| 77          | Ángel Baena         |
| 80          | Dawid Olejarka      |
| AANVAL      |                     |
| 9           | Ángel Rodado        |
| 15          | Marcin Bartoń       |
| 55          | Dominik Sarga       |
| 99          | Łukasz Zwoliński    |
| Coach       | Mariusz Jop         |